# Circle Line (Singapore)

Traject, inclusief de zijtak naar Marina Bay.

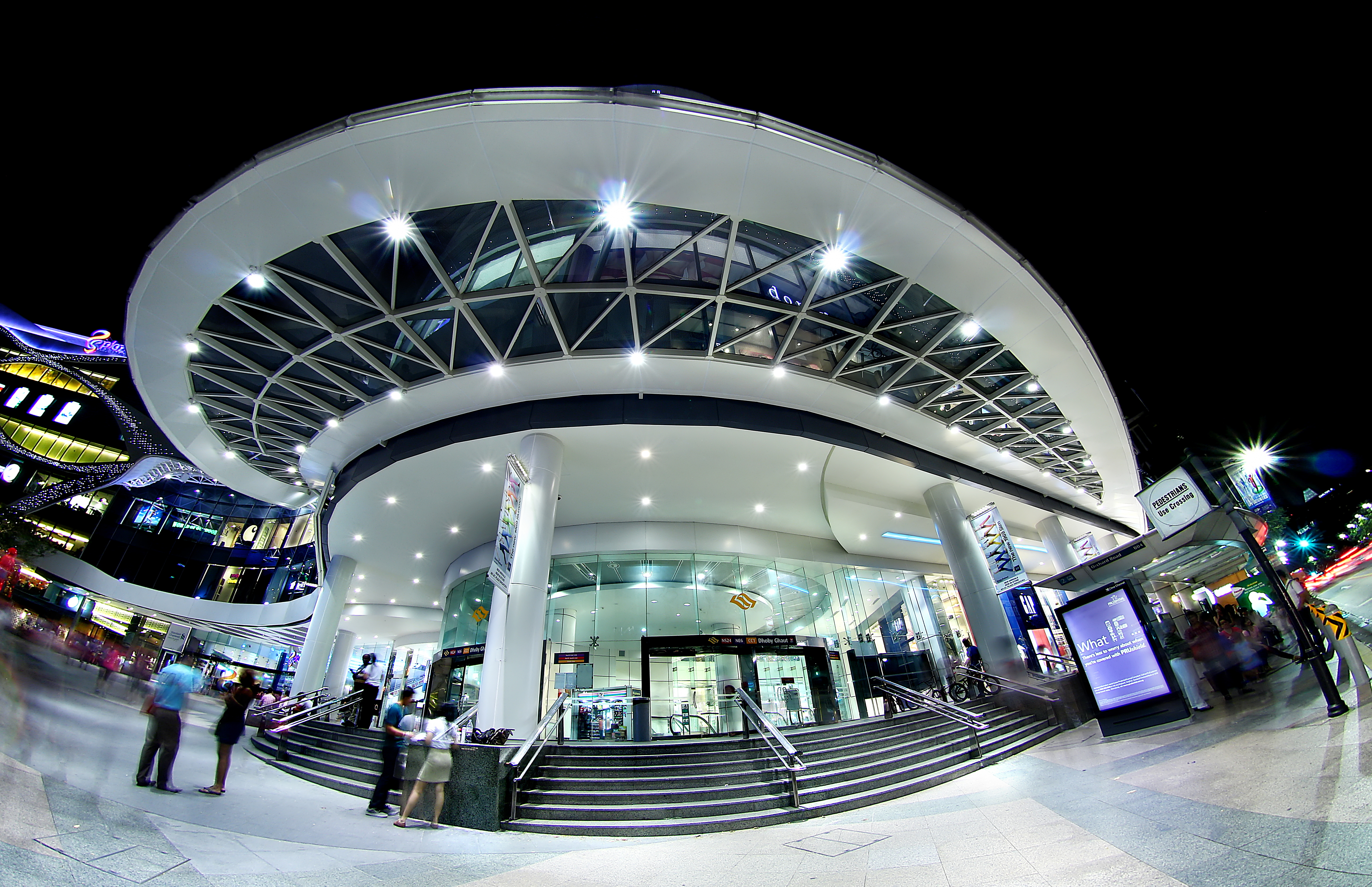
Ingang station Dhoby Ghaut.

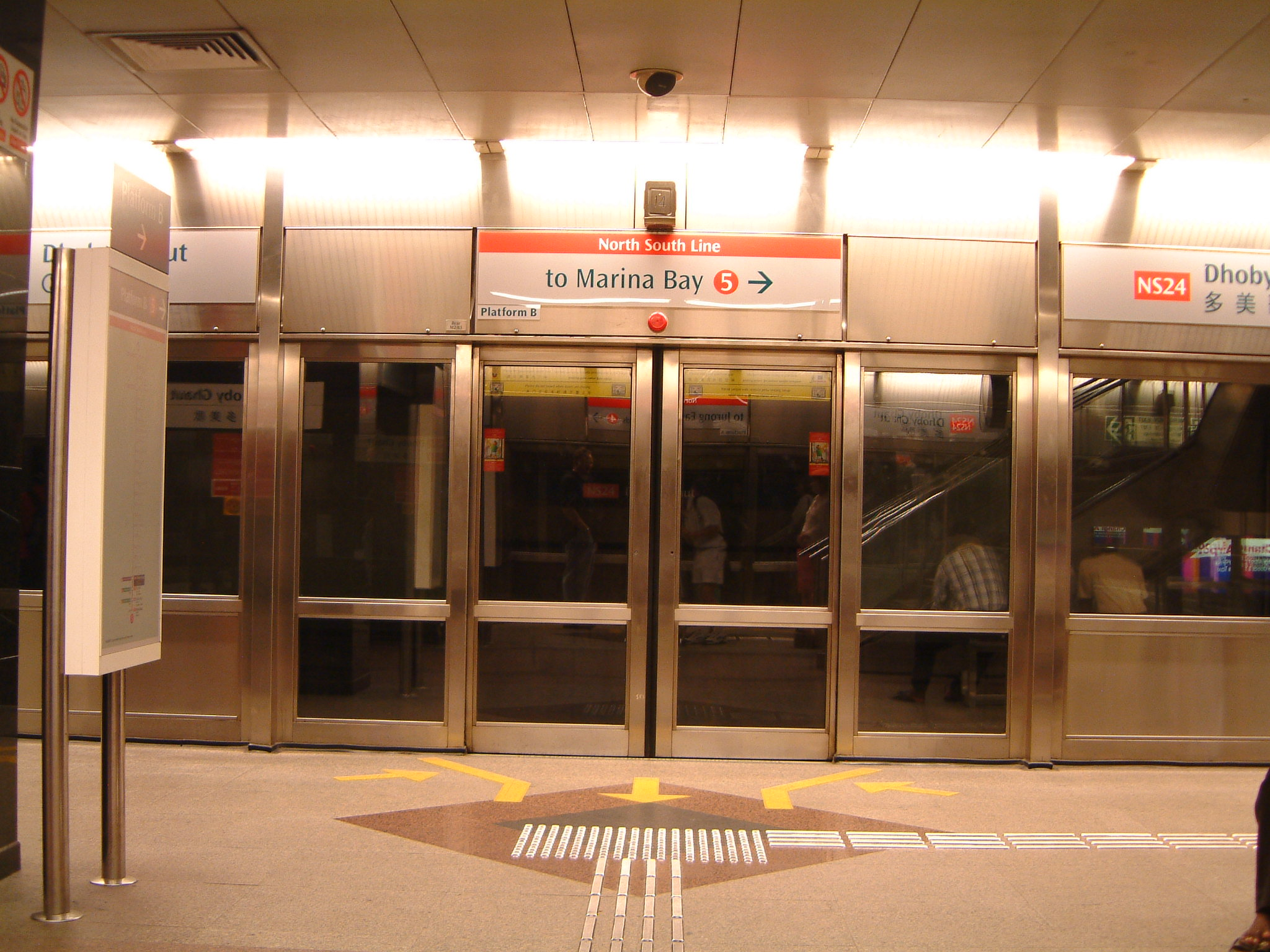
Perron Dhoby Ghaut.

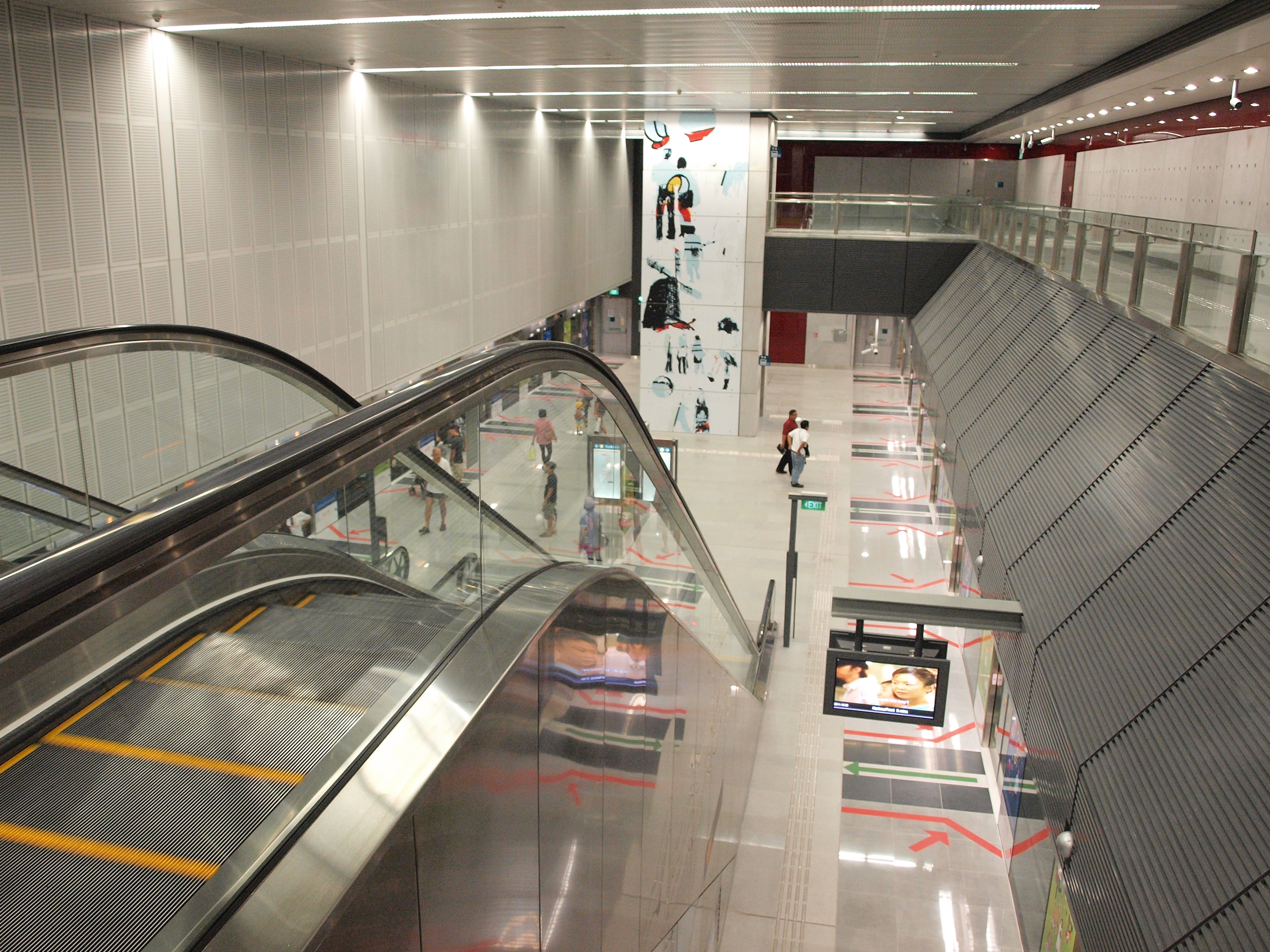
Holland Village

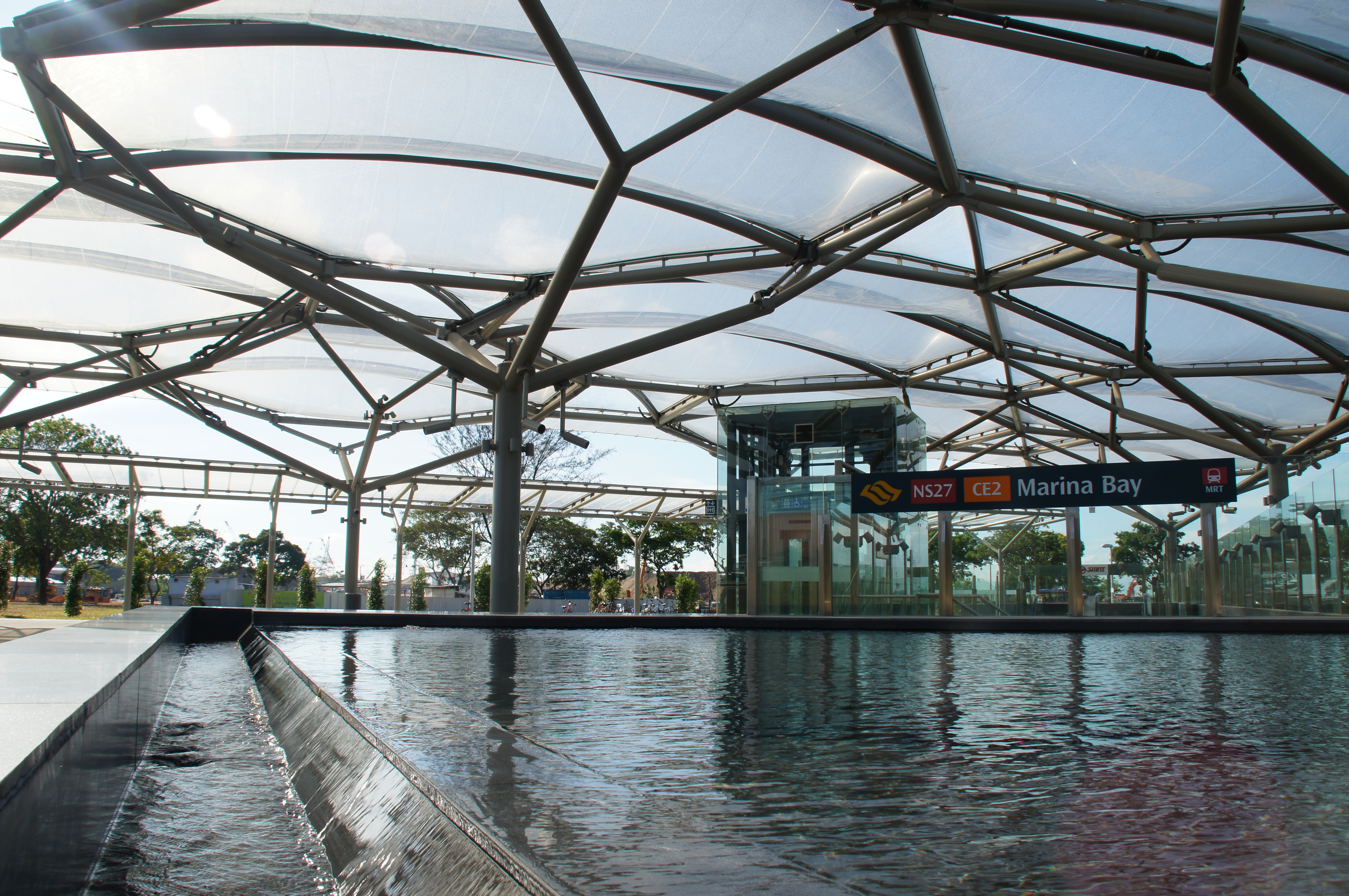
Ingang station Marina Bay.

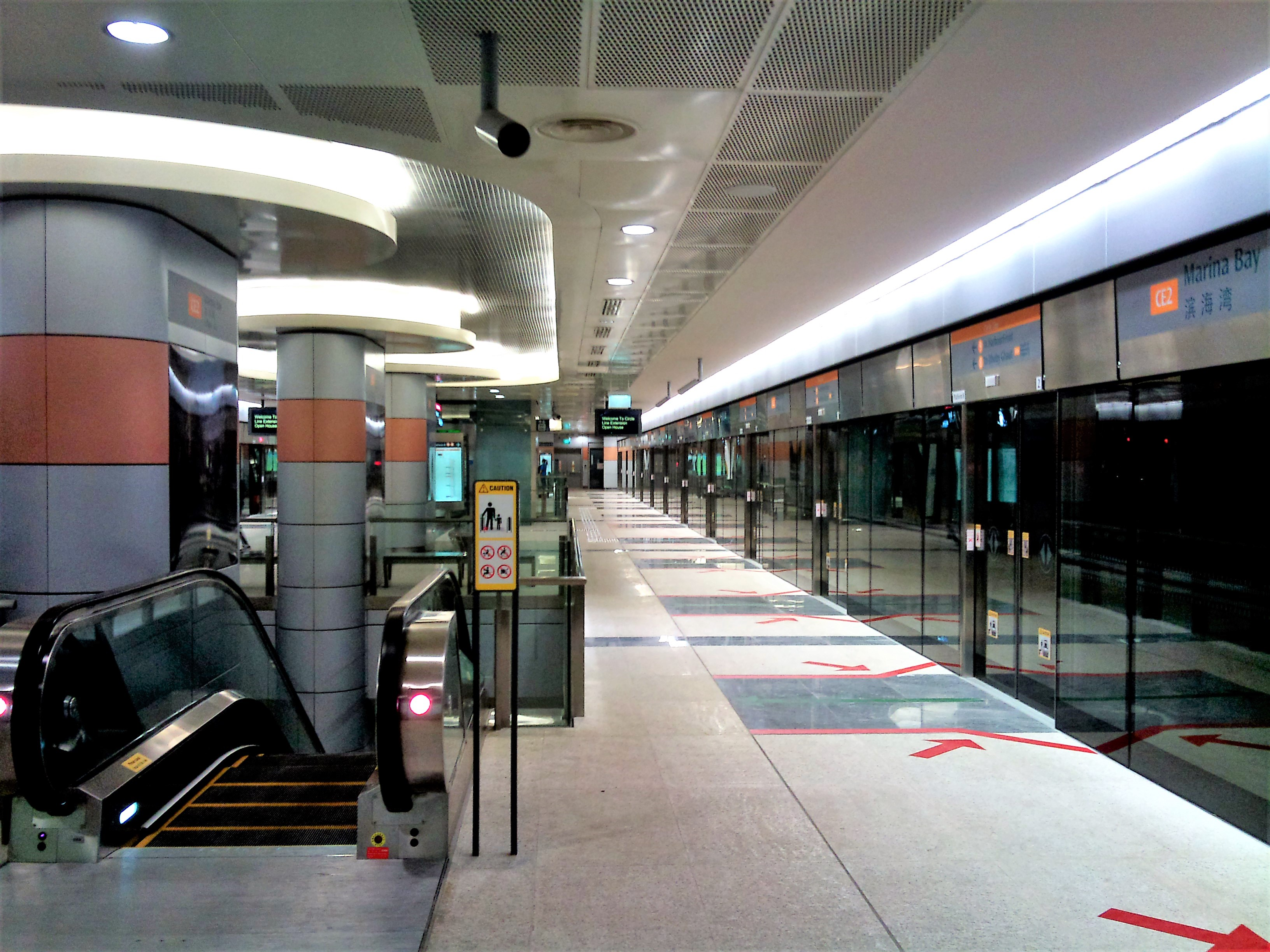
Perron Marina Bay.

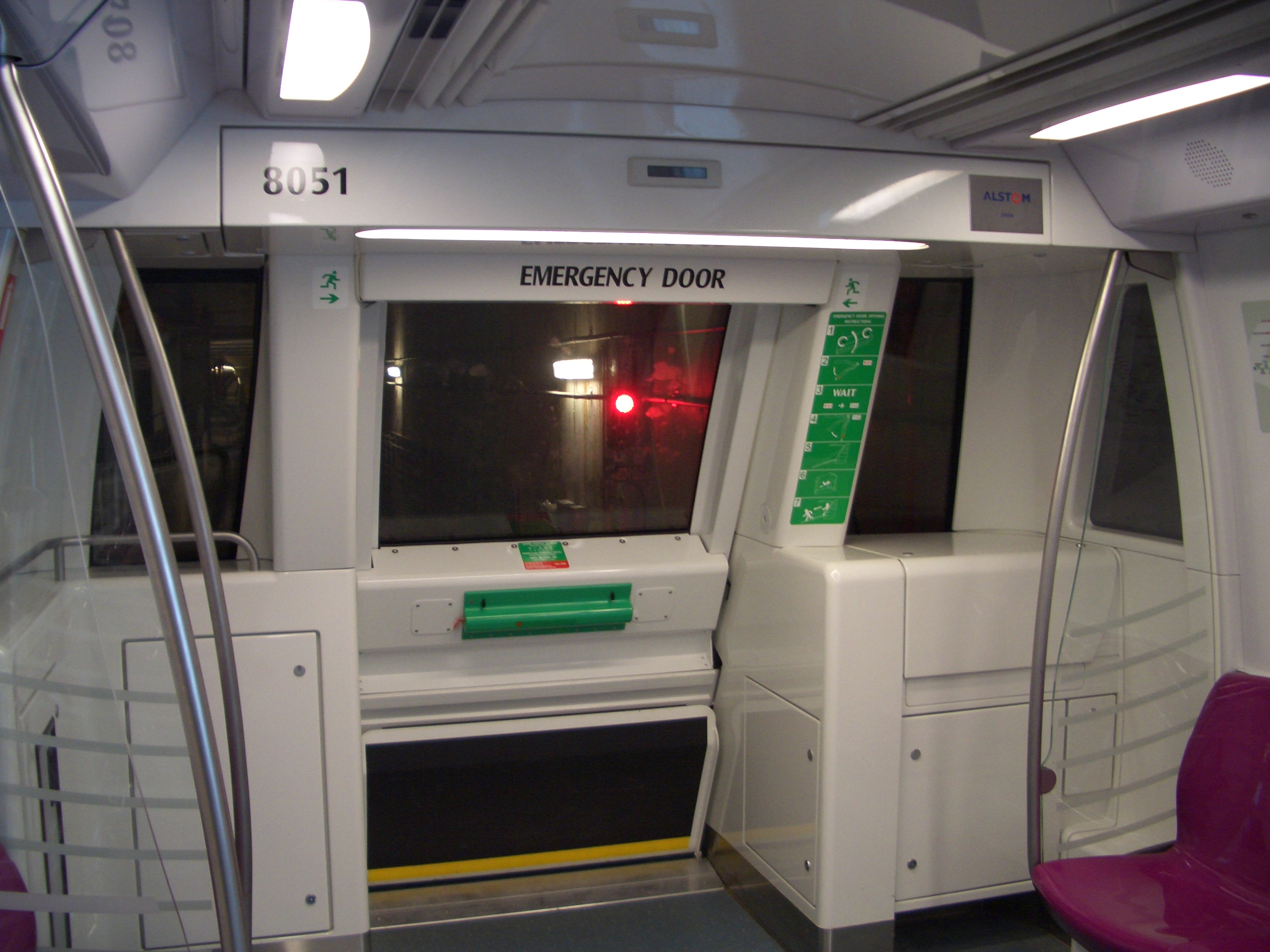
Nooduitgang voertuig.

De Circle Line (CCL) (Indonesisch: Laluan MRT Bulatan; Mandarijn: 地铁环线; Tamil: இணைப்பு எம்ஆர்டி வழி) is een metrolijn van het Mass Rapid Transit (MRT)-netwerk in de stad Singapore. De lijn loopt in een boog om het zakendistrict, maar is tot op heden geen gesloten cirkel. De CCL verbindt de radiale lijnen met elkaar en voorziet in extra dekking voor het zakendistrict en het (toeristische) centrum van de stad. 

De concessie is in handen van SMRT Corporation Ltd.

## Geschiedenis
De fases 1 tot 3 van de lijn werden aanvankelijk gebouwd voor een opening in 2009. Door de instorting van de Nicoll Highway (een snelwegviaduct in aanleg) en de impact op de fases 1 en 2 van de lijn, opende in 2009 enkel nog maar fase 3. Vervolgens openden fases 1 en 2 in 2010. 

Fases 4 en 5 volgden in 2011. Het jaar daarna werd een zijtak op het oostelijk deel geopend: de Circle Line Extension.

## Route en bijzonderheden
De oorspronkelijke CCL, en momenteel nog de hoofdlijn, volgt in het oostelijk deel een tijdje de rechteroever van de Singapore River om finaal het stadscentrum ten noordwesten van de rivier in te draaien voor de stations tot terminus Dhoby Ghaut. De Circle Line Extension voltooit op het laatste stuk veel meer de O-vorm rond het stadscentrum, door de oversteek naar Marina Bay. Deze huidige extension zal in de toekomst dan ook juist hoofdlijn worden als de cirkel via Marina Bay gesloten wordt (zie verder onder Becoming a Full Circle (toekomst)).
De lijn met de eerste vijf fases en de Extension is 35,5 km lang en heeft 30 stations. De bediening van de lijn is volledig geautomatiseerd, de treinen hebben dan ook geen bestuurder. De veertig treinstellen met ieder 3 wagons zijn gebouwd door Alstom.

## Becoming a Full Circle (toekomst)
De Land Transport Authority van Singapore kondigde op 17 januari 2013 het uitbreidingsproject "Becoming a Full Circle" aan. Aangezien het om de zesde uitbreiding of fase gaat, wordt het ook met CCL6 benoemd. 

Volgens planning zal de Circle Line in 2025 zijn volledige O-vorm krijgen door de toevoeging in het zuiden van een traject nieuwe metrosporen met een lengte van 4 km. HarbourFront wordt dan met Marina Bay verbonden. 

De Extension wordt daarmee het hoofdtraject en de oorspronkelijke route naar station Dhoby Ghaut een insprong in het centrum van de cirkel. 

Op 29 oktober 2015 werd de informatie verfijnd: op het traject worden ook drie nieuwe stations bijgebouwd met als voorlopige werknamen: Keppel, Cantonment en Prince Edward. Het publiek krijgt de kans om, of zijn steun voor de werknamen, of suggesties voor nieuwe namen voor de stations in te dienen. 

Na voltooiing van het project telt de Circle Line 33 stations, waarvan 12 stations overstap bieden op andere metrolijnen. Daarbij is station HarbourFront een vervoersknooppunt waar ook nog overgestapt kan worden op de Sentosa Express (monorail naar het eiland Sentosa) en op diverse Ferry-diensten naar Indonesië.

## Stations
| Station nummer   | Naam            | Overstapmogelijkheid |
| Fase 1           | Fase 1          | Fase 1 |
| ---------------- | --------------- | --- |
| CC1 / NS24 / NE6 | Dhoby Ghaut     | Overstapmogelijkheid met North South Line en North East Line |
| CC2              | Bras Basah      | |
| CC3              | Esplanade       | |
| CC4 / DT5        | Promenade       | Overstapmogelijkheid met Downtown Line en Marina Bay Extension                                                                                                   |
| CC5              | Nicoll Highway  | |
| CC6              | Stadium         | |
| Fase 2           |                 | |
| CC7              | Mountbatten     | |
| CC8              | Dakota          | |
| CC9 / EW8        | Paya Lebar      | Overstapmogelijkheid met East West Line |
| CC10             | MacPherson      | Overstapmogelijkheid met Downtown Line |
| CC11             | Tai Seng        | |
| Fase 3           |                 | |
| CC12             | Bartley         | |
| CC13 / NE12      | Serangoon       | Overstapmogelijkheid met North East Line |
| CC14             | Lorong Chuan    | |
| CC15 / NS17      | Bishan          | Overstapmogelijkheid met North South Line |
| CC16             | Marymount       | |
| Fase 4           |                 | |
| CC17             | Caldecott       | |
| CC18             | Bukit Brown     | Afgewerkt station wordt niet bediend - voor toekomstig gebruik                                                                                                   |
| CC19             | Botanic Gardens | Overstapmogelijkheid met Downtown Line |
| CC20             | Farrer Road     | |
| CC21             | Holland Village | |
| CC22 / EW21      | Buona Vista     | Overstapmogelijkheid met East West Line |
| CC23             | one-north       | |
| CC24             | Kent Ridge      | |
| Fase 5           |                 | |
| CC25             | Haw Par Villa   | |
| CC26             | Pasir Panjang   | |
| CC27             | Labrador Park   | |
| CC28             | Telok Blangah   | |
| CC29 / NE1       | HarbourFront    | Overstapmogelijkheid met: - North East Line - Sentosa Express: monorail naar het eiland Sentosa. - Diverse Ferry diensten naar Indonesië, onder meer naar Batam. |

### Marina Bay uitbreiding
| Station nummer | Naam       | Overstapmogelijkheid                                  |
| -------------- | ---------- | ----------------------------------------------------- |
| CC4            | Promenade  | Overstapmogelijkheid met Circle Line en Downtown Line |
| CE1 / DT4      | Bayfront   | Overstapmogelijkheid met Downtown Line                |
| CE2 / NS27     | Marina Bay | Overstapmogelijkheid met North South Line             |